# Montoison
Montoison este o comună în departamentul Drôme din sud-estul Franței. În 2009 avea o populație de 1.720 de locuitori.

## Evoluția populației
| An        | 1975 | 1982 | 1990  | 1999  | 2006  | 2009  |
| --------- | ---- | ---- | ----- | ----- | ----- | ----- |
| Populație | 771  | 992  | 1.222 | 1.469 | 1.677 | 1.720 |